# Meng Jie
Meng Jie (chiń. 孟洁; ur. 28 lipca 1976 w Szanghaju) – chińska florecistka, brązowa medalistka mistrzostw świata.
W 1993 roku zdobyła srebrny medal w zawodach indywidualnych na mistrzostwach świata kadetów w Denver.
Podczas mistrzostw świata w Seulu w 1999 roku Chinki w składzie: Xiao Aihua, Meng Jie, Yuan Li i Shi Haiying zdobyły brązowy medal w turnieju drużynowym. W rywalizacji indywidualnej zajęła tam 22. miejsce.
Wystartowała na igrzyskach olimpijskich w Sydney w 2000 roku, indywidualnie zajmując dwunaste miejsce, a drużynowo siódme. Na rozgrywanych cztery lata później igrzyskach olimpijskich w Atenach była trzynasta w turnieju indywidualnym zajmując piąte miejsce.
Na igrzyskach azjatyckich w Pusan (2002) zdobyła srebro w zawodach drużynowych.